# Yibuti en los Juegos Olímpicos de Río de Janeiro 2016
Yibuti participa en los Juegos Olímpicos de 2016 en Río de Janeiro, Brasil, del 5 al 21 de agosto de 2016.
El atleta Abdi Waiss Mouhyadin fue el abanderado durante la ceremonia de apertura.

## Deportes
Atletismo
- Mumin Gala (maratón masculina)
- Mohamed Ismail Ibrahim (300 metros con obstáculos masculino)
- Abdi Waiss Mouhyadin (1500 metros masculino)
- Ayanleh Souleiman (800 y 1500 metros masculino)
- Kadra Mohamed Dembil (1500 metros femenino)

Judo
- Anass Houssein (-66 kg masculino)

Natación
- Borhane Abro (50 metros estilo libre masculino)